# Vyšné Repaše
Vyšné Repaše (deutsch Oberripsch oder Oberrepasch, ungarisch Felsőrépás) ist eine Gemeinde im Osten der Slowakei mit 92 Einwohnern (Stand 31. Dezember 2024) und gehört zum Okres Levoča, einem Kreis des Prešovský kraj, sowie zur traditionellen Landschaft Zips.

## Geografie
Die Gemeinde befindet sich in den Leutschauer Bergen. Das Gemeindegebiet ist von Weidenlandschaft geprägt, mit einigen kleinen Wäldern am Rande. Das Ortszentrum liegt auf einer Höhe von 805 m n.m. und ist zwölf Kilometer von Levoča entfernt.
Nachbargemeinden sind Torysky und Nižné Repaše im Norden, Pavľany im Osten, Jablonov im Süden, Uloža im Südwesten und Levoča im Westen.

## Geschichte

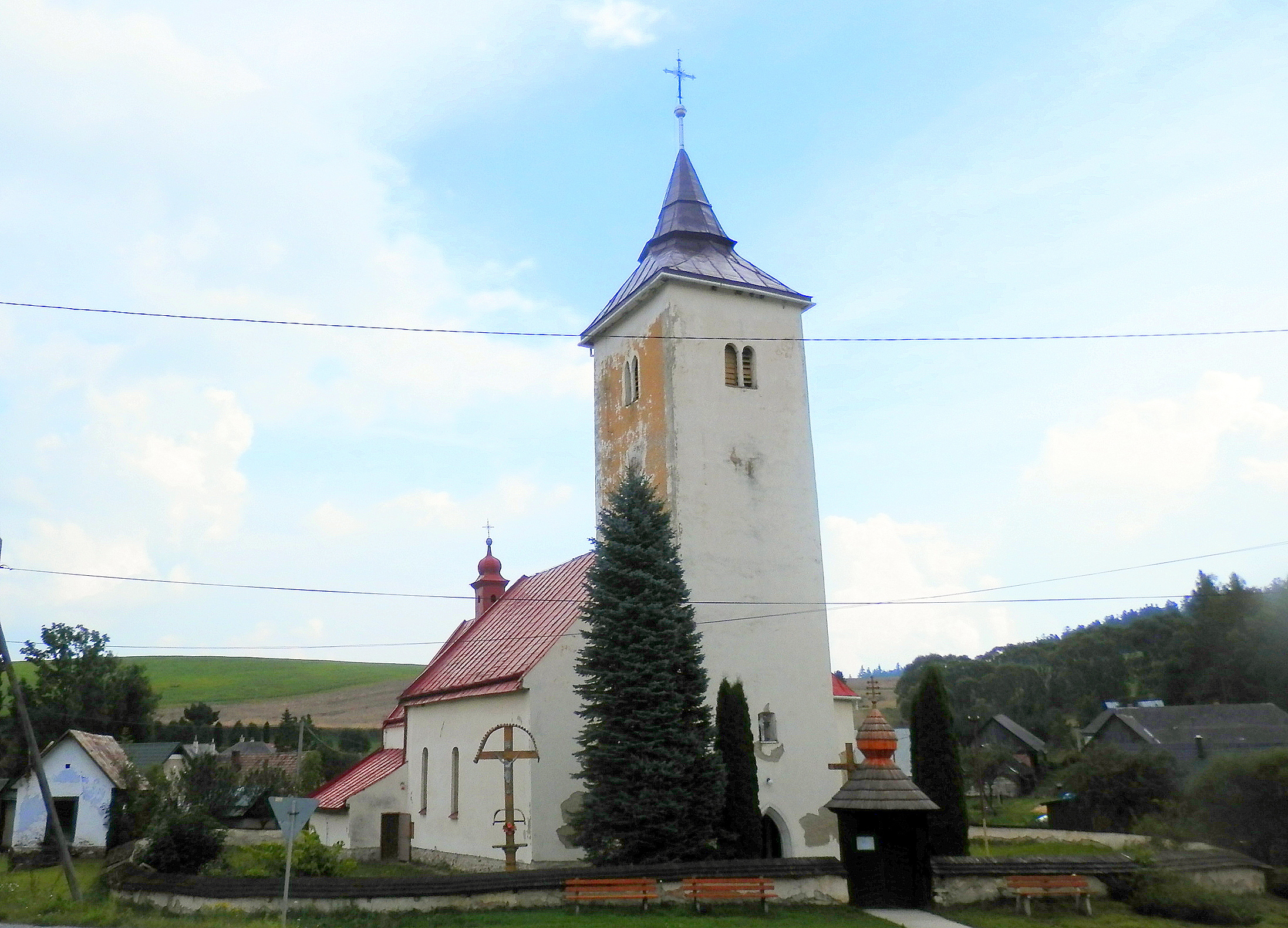
Kirche von Vyšné Repáše

Der Ort entstand in einem damals Repasch genannten Wald, der 1278 zum Besitz des Geschlechts Görgey wurde. 1323 wurde er zusammen mit Nižné Repaše 1323 als Keeth Repas schriftlich erwähnt; zwanzig Jahre später erschienen Namen wie Kysrepach (1342), Wyrepach (1343) und Wyuadas (1344), danach noch Wywagas (1400). 1787 hatte die Ortschaft 71 Häuser und 441 Einwohner, 1828 zählte man 88 Häuser und 638 Einwohner, die von der Landwirtschaft sowie Herstellung von Toren, Schindeln, Trögen und Butterfässern lebten.
Bis 1918 gehörte der im Komitat Zips liegende Ort zum Königreich Ungarn und kam danach zur Tschechoslowakei beziehungsweise heute Slowakei.

## Bevölkerung
| Jahr                | 1994 | 2004     | 2014    | 2024     |
| ------------------- | ---- | -------- | ------- | -------- |
| Anzahl der Personen | 143  | 115      | 104     | 92       |
| Unterschied         |      | −19,58 % | −9,56 % | −11,53 % |

| Jahr                | 2023 | 2024    |
| ------------------- | ---- | ------- |
| Anzahl der Personen | 90   | 92      |
| Unterschied         |      | +2,22 % |

Gemäß der Volkszählung 2011 wohnten in Vyšné Repaše 107 Einwohner, davon 96 Slowaken. Elf Einwohner machten keine Angabe. 97 Einwohner bekannten sich zur römisch-katholischen Kirche und ein Einwohner zur griechisch-katholischen Kirche. Bei neun Einwohnern wurde die Konfession nicht ermittelt.

## Bauwerke
- römisch-katholische Katharinakirche aus dem 14. Jahrhundert, 1730 barockisiert
- Kapellen aus dem 18. und 19. Jahrhundert
- einige Blockhäuser im Regionalbaustil